# Crni Lug (Vranje)
Crni Lug es un pueblo ubicado en el territorio de Vranje, en el distrito de Pčinja, Serbia.

## Superficie
Posee una superficie de 2,762 kilómetros cuadrados.

## Demografía
Hasta 2011 la población era de 245 habitantes, con una densidad de población de 88,69 habitantes por kilómetro cuadrado.